# Szpieg w masce
Szpieg w masce – polski film fabularny, wyreżyserowany przez Mieczysława Krawicza z 1933 roku.

## Fabuła
Profesor Skalski prowadzi pracę nad promieniami, które byłyby zdolne na odległość zahamować wszelkie silniki, a przez co unieruchomić maszyny. Liczy na to, że jego wynalazek położy kres wszelkim wojnom na świecie. Jednak jego pracą interesuje się wywiad obcego państwa. Jego agentka, a zarazem śpiewaczka i tancerka uwodzi syna profesora, by zdobyć cudowny wynalazek.
Z filmu pochodzą popularne piosenki „Miłość ci wszystko wybaczy” i „Na pierwszy znak”.

## Obsada

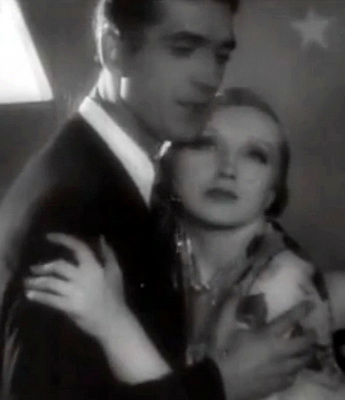
Ordonówna i Pichelski w scenie filmu

- Jerzy Leszczyński – profesor Skalski
- Jerzy Pichelski – Jerzy Skalski
- Hanka Ordonówna – Rita Holm, piosenkarka
- Igo Sym – szef kontrwywiadu
- Lena Żelichowska – agentka kontrwywiadu
- Bogusław Samborski – Pedro
- Zdzisław Karczewski – sprzedawca Albert
- Andrzej Bogucki – mężczyzna na trybunach
- Aleksander Bogusiński
- Lech Owron – rozmówca Skalskiego na trybunach
- Wanda Jarszewska – klientka w sklepie
- Loda Niemirzanka
- Jerzy Klimaszewski
- Zygmunt Chmielewski
- Stanisław Purzycki